# Rennellia elongata
Rennellia elongata är en måreväxtart som först beskrevs av George King och James Sykes Gamble, och fick sitt nu gällande namn av Henry Nicholas Ridley. Rennellia elongata ingår i släktet Rennellia och familjen måreväxter. Inga underarter finns listade i Catalogue of Life.